# Francisco Mateucci
Francisco Mateucci (Montevideo, 1903. május 16. – ?) uruguayi nemzetközi labdarúgó-játékvezető.

## Pályafutása

### Nemzeti játékvezetés
Az I. Liga játékvezetőjeként vonult vissza.

### Nemzetközi játékvezetés
A Uruguayi labdarúgó-szövetség Játékvezető Bizottsága (JB) terjesztette fel nemzetközi játékvezetőnek, a Nemzetközi Labdarúgó-szövetség (FIFA) 1930-tól tartotta nyilván bírói keretében. A FIFA JB központi nyelvei közül a spanyolt beszélte. Több nemzetek közötti válogatott és klubmérkőzést vezetett, vagy működő társának partbíróként segített. Az aktív nemzetközi játékvezetéstől 1930-ban búcsúzott.

#### Labdarúgó-világbajnokság
A világbajnoki döntőkhöz vezető úton Uruguayban rendezték az I., az 1930-as labdarúgó-világbajnokságot, ahol a FIFA JB játékvezetőként alkalmazta. A legfiatalabb játékvezető volt 27 évével és 62 napjával. A FIFA JB elvárása szerint, ha nem vezetett mérkőzést, akkor az aktív játékvezető munkáját partbíróként segítette. Világbajnokságokon vezetett mérkőzéseinek száma: 1 + 3 (partbíró)

##### 1930-as labdarúgó-világbajnokság

###### Világbajnoki mérkőzés
| Időpont          | Helyszín                                | Mérkőzés típusa              | Mérkőzés            | Eredmény | Nézők száma |
| ---------------- | --------------------------------------- | ---------------------------- | ------------------- | -------- | ----------- |
| 1930. július 17. | Estadio Gran Parque Central, Montevideo | csoportmérkőzés (2. csoport) | Jugoszlávia–Bolívia | 4 – 0    | 18 306      |